# Latrunculia austini
Latrunculia austini är en svampdjursart som beskrevs av Samaai, Gibbons och Kelly 2006. Latrunculia austini ingår i släktet Latrunculia och familjen Latrunculiidae.
Artens utbredningsområde är British Columbia. Inga underarter finns listade i Catalogue of Life.